# فابيانو ليزمان
فابيانو ليزمان (بالبرتغالية: Fabiano Leismann‏) (18 نوفمبر 1991 في البرازيل - ) هو لاعب كرة قدم برازيلي في مركز الدفاع. لعب مع نادي بالميراس ونادي شابيكوينسي ونادي كروزيرو وEsporte Clube São Luiz ‏.

## روابط خارجية
- فابيانو ليزمان على موقع قاعدة بيانات كرة القدم.إي يو (الإنجليزية)
- فابيانو ليزمان على موقع Soccerway.com (الإنجليزية)
- فابيانو ليزمان على موقع عالم كرة القدم.نت (الإنجليزية)
- فابيانو ليزمان على موقع AS.com (الإسبانية)